# Lijst van staatshoofden van Cambodja
Dit is een lijst met de staatshoofden en presidenten van Cambodja. Voor zover bekend zijn de jaartallen vermeld. Tussen haakjes staan eventuele alternatieve namen of spellingen van de personen vermeld. Voor 1960 was de koning van Cambodja het staatshoofd, dit koningschap is na de verkiezingen van 1993 hersteld. De staatshoofden hadden in verschillende periodes vaak een andere betiteling, voor zover mogelijk zijn deze titels in het Nederlands vertaald, met de Engelse titels tussen haakjes erachter:

## Staatshoofden van Cambodja (1960-1993)

### Staatshoofden (1960-1972)
| President | President                                                                              | Ambtstermijn             | Ambtstermijn             |
| --------- | -------------------------------------------------------------------------------------- | ------------------------ | ------------------------ |
|           | Chuop Hell (1e keer)                                                                   | 3 t/m 6 april 1960       | 3 t/m 6 april 1960       |
|           | Prins Sisowath Monireth voorzitter van de raad van regenten (chairman Regency Council) | 6 april t/m 13 juni 1960 | 6 april t/m 13 juni 1960 |
|           | Chuop Hell (2e keer)                                                                   | 13 t/m 20 juni 1960      | 13 t/m 20 juni 1960      |
|           | Prins Norodom Sihanouk (1922-2012) (1e keer)                                           | 20 juni 1960             | 18 maart 1970            |
|           | Cheng Heng                                                                             | 18 maart 1970            | 10 maart 1972            |
|           | Lon Nol (1913-1985)                                                                    | 10 t/m 14 maart 1972     | 10 t/m 14 maart 1972     |

### Presidenten (1972-1975)
| President                                                                 | Ambtstermijn         | Ambtstermijn         |
| ------------------------------------------------------------------------- | -------------------- | -------------------- |
| Lon Nol (1913-1985)                                                       | 14 maart 1972        | 12 april 1975        |
| Saukham Khoy waarnemend voor Lon Nol                                      | 1 t/m 12 april 1975  | 1 t/m 12 april 1975  |
| Sak Sutsakhan voorzitter van het hoge comité (chairman Supreme Committee) | 12 t/m 17 april 1975 | 12 t/m 17 april 1975 |

### Staatshoofd (1975-1976)
| Staatshoofd | Staatshoofd                      | Ambtstermijn  | Ambtstermijn  |
| ----------- | -------------------------------- | ------------- | ------------- |
|             | Prins Norodom Sihanouk (2e keer) | 17 april 1975 | 11 april 1976 |

### Voorzitter van de staatsraad (Chairman of the State Presidium) (1976-1979)
| Voorzitter    | Ambtstermijn  | Ambtstermijn   |
| ------------- | ------------- | -------------- |
| Khieu Samphan | 11 april 1976 | 7 januari 1979 |

### President van het revolutionaire volkscongres (President of the People's Revolutionary Council) (1979-1981)
| President   | Ambtstermijn   | Ambtstermijn |
| ----------- | -------------- | ------------ |
| Heng Samrin | 7 januari 1979 | 27 juni 1981 |

### Voorzitters van de staatsraad (Chairmen of the Council of State) (1981-1993)
| Voorzitter  | Ambtstermijn | Ambtstermijn |
| ----------- | ------------ | ------------ |
| Heng Samrin | 27 juni 1981 | 6 april 1992 |
| Chea Sim    | 6 april 1992 | 14 juni 1993 |

### Voorzitter van de nationale hoge raad (Chairman of the Supreme National Council) (1991-1993)
| Voorzitter | Voorzitter                         | Ambtstermijn     | Ambtstermijn |
| ---------- | ---------------------------------- | ---------------- | ------------ |
|            | Prins Norodom Sihanouk (1922-2012) | 20 november 1991 | 14 juni 1993 |

### Staatshoofd (Head of state) (1993)
| Staatshoofd | Staatshoofd                        | Ambtstermijn | Ambtstermijn      |
| ----------- | ---------------------------------- | ------------ | ----------------- |
|             | Prins Norodom Sihanouk (1922-2012) | 14 juni 1993 | 24 september 1993 |